# Tossal Rater
El Tossal Rater és una muntanya de 1.475 metres que es troba al municipi de la Vansa i Fórnols, a la comarca de l'Alt Urgell.